# Нейтральные паралимпийские спортсмены на зимних Паралимпийских играх 2018
Нейтральные паралимпийские спортсмены (англ. Neutral Paralympic Athletes, сокр. NPA, рус. НПС) были представлены 30 спортсменами в 5 видах спорта.
В качестве независимых спортсменов на зимних Паралимпийских играх 2018 года в Пхёнчхане выступили спортсмены Российской Федерации, поскольку Международный паралимпийский комитет приостановил деятельность Паралимпийского комитета России из-за допинговых проблем. Спортсмены выступали под паралимпийским флагом. В официальных протоколах они были указаны как нейтральные паралимпийские спортсмены (Neutral Paralympic Athletes).
26 февраля Международного паралимпийский комитет опубликовал список из 29 спортсменов и 5 спортсменов-ведущих, которые будут выступать на Играх. 6 марта МПК дополнительно допустил ещё Михалину Лысову (лыжные гонки и биатлон спорта слепых) и спортсмена-ведущего Алексея Иванова. Горнолыжник Александр Ветров, ранее заявленный и допущенный до участия в Играх, не полностью восстановился после травмы и не смог выступить на Играх.

## Медали
| Медали по видам спорта | Медали по видам спорта | Медали по видам спорта | Медали по видам спорта | Медали по видам спорта |
| ---------------------- | ---------------------- | ---------------------- | ---------------------- | ---------------------- |
| Вид спорта             | 1                      | 2                      | 3                      | Итого                  |
| Биатлон                | 5                      | 5                      | 1                      | 11                     |
| Горнолыжный спорт      | 1                      | 1                      | 2                      | 4                      |
| Лыжные гонки           | 2                      | 4                      | 3                      | 9                      |
| Итого                  | 8                      | 10                     | 6                      | 24                     |

| Медали по дням | Медали по дням | Медали по дням | Медали по дням | Медали по дням | Медали по дням |
| -------------- | -------------- | -------------- | -------------- | -------------- | -------------- |
| День           | Дата           | 1              | 2              | 3              | Итого          |
| День 1         | 10 марта       | 2              | 1              | 0              | 3              |
| День 2         | 11 марта       | 0              | 0              | 0              | 0              |
| День 3         | 12 марта       | 1              | 1              | 1              | 3              |
| День 4         | 13 марта       | 2              | 3              | 2              | 7              |
| День 5         | 14 марта       | 1              | 2              | 1              | 4              |
| День 6         | 15 марта       | 0              | 0              | 0              | 0              |
| День 7         | 16 марта       | 2              | 1              | 0              | 3              |
| День 8         | 17 марта       | 0              | 2              | 2              | 4              |
| День 9         | 18 марта       | 0              | 0              | 0              | 0              |
| Итого          | Итого          | 8              | 10             | 6              | 24             |

| Золото  |                                             |                                                                   |          |
| №       | Спортсмены                                  | Вид спорта (дисциплина)                                           | Дата     |
| 1       | Екатерина Румянцева                         | Биатлон (женщины, 6 км, стоя)                                     | 10 марта |
| 2       | Михалина Лысова ведущий — Алексей Иванов    | Биатлон (женщины, 6 км, с нарушением зрения)                      | 10 марта |
| 3       | Екатерина Румянцева                         | Лыжные гонки (женщины, 15 км, стоя)                               | 12 марта |
| 4       | Екатерина Румянцева                         | Биатлон (женщины, 10 км, стоя)                                    | 13 марта |
| 5       | Алексей Бугаев                              | Горнолыжный спорт (мужчины, суперкомбинация, стоя)                | 13 марта |
| 6       | Анна Миленина                               | Лыжные гонки (женщины, спринт, стоя)                              | 14 марта |
| 7       | Анна Миленина                               | Биатлон (женщины, 12,5 км, стоя)                                  | 16 марта |
| 8       | Михалина Лысова ведущий — Алексей Иванов    | Биатлон (женщины, 12,5 км, с нарушением зрения)                   | 16 марта |
| Серебро |                                             |                                                                   |          |
| №       | Спортсмены                                  | Вид спорта (дисциплина)                                           | Дата     |
| 1       | Анна Миленина                               | Биатлон (женщины, 6 км, стоя)                                     | 10 марта |
| 2       | Анна Миленина                               | Лыжные гонки (женщины, 15 км, стоя)                               | 12 марта |
| 3       | Марта Зайнуллина                            | Биатлон (женщины, 10 км, сидя)                                    | 13 марта |
| 4       | Анна Миленина                               | Биатлон (женщины, 10 км, стоя)                                    | 13 марта |
| 5       | Михалина Лысова ведущий — Алексей Иванов    | Биатлон (женщины, 10 км, с нарушением зрения)                     | 13 марта |
| 6       | Михалина Лысова ведущий — Алексей Иванов    | Лыжные гонки (женщины, спринт, с нарушением зрения)               | 14 марта |
| 7       | Алексей Бугаев                              | Горнолыжный спорт (мужчины, гигантский слалом, стоя)              | 14 марта |
| 8       | Екатерина Румянцева                         | Биатлон (женщины, 12,5 км, стоя)                                  | 16 марта |
| 9       | Екатерина Румянцева                         | Лыжные гонки (женщины, 7,5 км, стоя)                              | 17 марта |
| 10      | Михалина Лысова ведущий — Алексей Иванов    | Лыжные гонки (женщины, 7,5 км, с нарушением зрения)               | 17 марта |
| Бронза  |                                             |                                                                   |          |
| №       | Спортсмены                                  | Вид спорта (дисциплина)                                           | Дата     |
| 1       | Михалина Лысова ведущий — Алексей Иванов    | Лыжные гонки (женщины, 15 км, с нарушением зрения)                | 12 марта |
| 2       | Ирина Гуляева                               | Биатлон (женщины, 10 км, сидя)                                    | 13 марта |
| 3       | Валерий Редкозубов ведущий — Евгений Героев | Горнолыжный спорт (мужчины, суперкомбинация, с нарушением зрения) | 13 марта |
| 4       | Марта Зайнулина                             | Лыжные гонки (женщины, спринт, сидя)                              | 14 марта |
| 5       | Марта Зайнулина                             | Лыжные гонки (женщины, 7,5 км, сидя)                              | 17 марта |
| 6       | Валерий Редкозубов ведущий — Евгений Героев | Горнолыжный спорт (мужчины, слалом, с нарушением зрения)          | 17 марта |

## Состав сборной
Горнолыжный спорт
1. Александра Францева 
 (спортсмен-ведущий Семен Пляскин)
2. Анастасия Хорошева
3. Мария Папулова
4. Сергей Александров
5. Александр Алябьев
6. Алексей Бугаев
7. Иван Францев 
 (спортсмен-ведущий Герман Аграновский или Денис Перевозчиков)
8. Алексей Микушин
9. Валерий Редкозубов 
 (спортсмен-ведущий Евгений Героев)

 Кёрлинг на колясках
1. Константин Курохтин
2. Марат Романов
3. Дарья Щукина
4. Александр Шевченко
5. Андрей Мещеряков

 Биатлон и  Лыжные гонки
1. Акжана Абдикаримова
2. Наталья Братюк
3. Надежда Фёдорова
4. Марина Галицына 
 (спортсмен-ведущий Максим Пирогов)
5. Ирина Гуляева
6. Мария Иовлева
7. Наталья Кочерова
8. Михалина Лысова 
 (спортсмен-ведущий Алексей Иванов)
9. Юлия Михеева
10. Анна Миленина
11. Екатерина Мошковская 
 (спортсмен-ведущий Артем Норин)
12. Екатерина Румянцева
13. Марта Зайнуллина

 Парасноуборд
1. Владимир Игушкин
2. Михаил Слинкин
3. Александр Цыганков

## Результаты соревнований

### Биатлон
Женщины
Сидя
| Соревнование | Спортсмены          | Класс  | Стрельба | Время     | Отставание | Место |
| ------------ | ------------------- | ------ | -------- | --------- | ---------- | ----- |
| 6 км         | Ирина Гуляева       | LW12   | 1+0      | 22:22,4   | +30,4      | 4     |
| 6 км         | Наталья Кочерова    | LW12   | 0+0      | 22:41,1   | +49,1      | 5     |
| 6 км         | Марта Зайнуллина    | LW12   | 0+1      | 23:12,0   | +1:20,0    | 7     |
| 6 км         | Надежда Фёдорова    | LW12   | 2+3      | 24:54,4   | +3:02,4    | 10    |
| 6 км         | Акжана Абдикаримова | LW10,5 | 1+1      | 25:42,7   | +3:50,7    | 11    |
| 10 км        | Марта Зайнуллина    | LW12   | 0+0+1+0  | 43:52,1   | +1:15,5    | 2     |
| 10 км        | Ирина Гуляева       | LW12   | 1+2+2+0  | 44:25,5   | +1:48,9    | 3     |
| 10 км        | Наталья Кочерова    | LW12   | 0+1+3+0  | 47:07,5   | +4:30,9    | 6     |
| 10 км        | Надежда Фёдорова    | LW12   | 2+1+5+1  | 47:21,5   | +4:44,9    | 7     |
| 10 км        | Акжана Абдикаримова | LW10,5 | 1+1+1+2  | 52:34,6   | +9:5,0     | 10    |
| 12,5 км      | Наталья Кочерова    | LW12   | 0+0+1+0  | 51:53,1   | +2:11,9    | 4     |
| 12,5 км      | Ирина Гуляева       | LW12   | 0+2+1+0  | 52:15,5   | +2:34,3    | 5     |
| 12,5 км      | Марта Зайнуллина    | LW12   | 1+1+2+2  | 55:39,6   | +5:58,4    | 6     |
| 12,5 км      | Мария Иовлева       | LW12   | 2+1+1+1  | 57:12,2   | +7:31,0    | 7     |
| 12,5 км      | Акжана Абдикаримова | LW10,5 | 0+1+2+1  | 1:00:33,8 | +10:52,6   | 10    |

Стоя
| Соревнование | Спортсмены          | Класс | Стрельба | Время   | Отставание | Место |
| ------------ | ------------------- | ----- | -------- | ------- | ---------- | ----- |
| 6 км         | Екатерина Румянцева | LW5/7 | 0+1      | 17:06,1 | +0,0       | 1     |
| 6 км         | Анна Миленина       | LW8   | 0+0      | 17:21,8 | +15,7      | 2     |
| 6 км         | Наталья Братюк      | LW8   | 1+0      | 20:00,6 | +2:54,5    | 11    |
| 6 км         | Юлия Михеева        | LW8   | 1+1      | 21:54,2 | +4:48,1    | 14    |
| 10 км        | Екатерина Румянцева | LW5/7 | 0+1+0+0  | 34:10,0 | +0,0       | 1     |
| 10 км        | Анна Миленина       | LW8   | 1+0+1+0  | 35:30,0 | +1:20,0    | 2     |
| 10 км        | Наталья Братюк      | LW8   | 0+1+0+0  | 39:57,5 | +5:47,5    | 6     |
| 10 км        | Юлия Михеева        | LW8   | 1+1+2+1  | 46:39,8 | +12:29,8   | 10    |
| 12,5 км      | Анна Миленина       | LW8   | 0+1+0+1  | 38:56,8 | +0,0       | 1     |
| 12,5 км      | Екатерина Румянцева | LW5/7 | 0+2+0+0  | 39:00,6 | +3.8       | 2     |
| 12,5 км      | Наталья Братюк      | LW8   | 1+0+0+1  | 43:07,9 | +4:11,1    | 6     |
| 12,5 км      | Юлия Михеева        | LW8   | 0+1+0+1  | 45:39,5 | +6:42,7    | 8     |

С нарушением зрения
| Соревнование | Спортсмены                                 | Класс | Стрельба | Время   | Отставание | Место |
| ------------ | ------------------------------------------ | ----- | -------- | ------- | ---------- | ----- |
| 6 км         | Михалина Лысова ведущий — Алексей Иванов   | В2    | 0+0      | 18:48,3 | +0,0       | 1     |
| 6 км         | Марина Галицына ведущий — Максим Пирогов   | В1    | 1+2      | 21:17,8 | +2:29,5    | 5     |
| 6 км         | Екатерина Мошковская ведущий — Артем Норин | В2    | 2+2      | 24:24,2 | +5:35,9    | 8     |
| 10 км        | Михалина Лысова ведущий — Алексей Иванов   | В2    | 0+0+1+0  | 40:12,4 | +2:13,5    | 2     |
| 10 км        | Марина Галицына ведущий — Максим Пирогов   | В1    | 1+1+2+0  | 47:37,5 | +9:38,6    | 5     |
| 10 км        | Екатерина Мошковская ведущий — Артем Норин | В2    | 5+4      | DNF     | DNF        | DNF   |
| 12,5 км      | Михалина Лысова ведущий — Алексей Иванов   | В2    | 0+0+0+0  | 37:42,6 | +0,0       | 1     |
| 12,5 км      | Екатерина Мошковская ведущий — Артем Норин | В2    | 3+3+4+2  | 56:21,5 | +18:38,9   | 5     |

### Лыжные гонки

#### Женщины

##### Дистанционные гонки

###### Сидя
| Соревнование | Спортсмены          | Класс  | Время   | Отставание | Место |
| ------------ | ------------------- | ------ | ------- | ---------- | ----- |
| 5 км         | Марта Зайнуллина    | LW12   | 17:25,4 | +43,4      | 3     |
| 5 км         | Надежда Фёдорова    | LW12   | 17:27,3 | +45,3      | 4     |
| 5 км         | Ирина Гуляева       | LW12   | 17:43,2 | +1:01,2    | 5     |
| 5 км         | Наталья Кочерова    | LW12   | 18:29,0 | +1:47,0    | 8     |
| 5 км         | Акжана Абдикаримова | LW10,5 | 23:52,8 | +7:10,8    | 22    |
| 12 км        | Марта Зайнуллина    | LW12   | 39:09,0 | +53,1      | 4     |
| 12 км        | Надежда Фёдорова    | LW12   | 39:46,5 | +1:30,6    | 5     |
| 12 км        | Ирина Гуляева       | LW12   | 40:20,6 | +2:04,7    | 6     |
| 12 км        | Мария Иовлева       | LW12   | 40:54,7 | +2:38,8    | 7     |
| 12 км        | Акжана Абдикаримова | LW10,5 | 46:26,8 | +8:10,9    | 16    |

###### Стоя
| Соревнование          | Спортсмены          | Класс | Время   | Отставание | Место |
| --------------------- | ------------------- | ----- | ------- | ---------- | ----- |
| 7,5 км классический   | Екатерина Румянцева | LW5/7 | 22:13,8 | +1,6       | 2     |
| 7,5 км классический   | Анна Миленина       | LW8   | 22:32,3 | +20,1      | 4     |
| 7,5 км классический   | Наталья Братюк      | LW8   | 26:23.1 | +4:08,9    | 14    |
| 7,5 км классический   | Юлия Михеева        | LW8   | 27:05,4 | +4:53,2    | 16    |
| 15 км свободный стиль | Екатерина Румянцева | LW5/7 | 49:37,6 | 0,00       | 1     |
| 15 км свободный стиль | Анна Миленина       | LW8   | 50:55,6 | +1:18,0    | 2     |

###### С нарушением зрения
| Соревнование          | Спортсмены                                 | Класс | Время   | Отставание | Место |
| --------------------- | ------------------------------------------ | ----- | ------- | ---------- | ----- |
| 7,5 км классический   | Михалина Лысова ведущий — Алексей Иванов   | В2    | 22:55.6 | +36.3      | 2     |
| 7,5 км классический   | Марина Галицына ведущий — Максим Пирогов   | В1    | 23:34.5 | +1:15.2    | 4     |
| 7,5 км классический   | Екатерина Мошковская ведущий — Артем Норин | В2    | 24:40.4 | +2:21.1    | 6     |
| 15 км свободный стиль | Михалина Лысова ведущий — Алексей Иванов   | В2    | 52:29.2 | +3:17.5    | 3     |
| 15 км свободный стиль | Екатерина Мошковская ведущий — Артем Норин | В2    | 58:43.9 | +9:32.2    | 7     |
| 15 км свободный стиль | Марина Галицына ведущий — Максим Пирогов   | В1    | DNF     | DNF        | DNF   |

##### Спринт
| Класс               | Соревнование                | Спортсмены                                 | Класс  | Квалификация | Квалификация | Полуфинал             | Полуфинал             | Полуфинал             | Финал                 | Финал                 | Итоговое место |
| Класс               | Соревнование                | Спортсмены                                 | Класс  | Результат    | Место        | Заезд                 | Результат             | Место                 | Результат             | Место                 | Итоговое место |
| ------------------- | --------------------------- | ------------------------------------------ | ------ | ------------ | ------------ | --------------------- | --------------------- | --------------------- | --------------------- | --------------------- | -------------- |
| Сидя                | 1,1 км, классический спринт | Марта Зайнуллина                           | LW12   | 3:37.50      | 2            | 2                     | 4:24.3                | 2                     | 4:10.4                | 3                     | 3              |
| Сидя                | 1,1 км, классический спринт | Наталья Кочерова                           | LW12   | 3:40.16      | 5            | 1                     | 4:28.1                | 3                     | 4:17.1                | 5                     | 5              |
| Сидя                | 1,1 км, классический спринт | Мария Иовлева                              | LW12   | 3:49.83      | 10           | 2                     | 4:27.3                | 3                     | 4:19.4                | 6                     | 6              |
| Сидя                | 1,1 км, классический спринт | Акжана Абдикаримова                        | LW10.5 | 3:58.71      | 14           | Завершила выступление | Завершила выступление | Завершила выступление | Завершила выступление | Завершила выступление | 14             |
| Сидя                | 1,1 км, классический спринт | Надежда Федорова                           | LW12   | 4:04.81      | 16           | Завершила выступление | Завершила выступление | Завершила выступление | Завершила выступление | Завершила выступление | 16             |
| Стоя                | 1,5 км, классический спринт | Екатерина Румянцева                        | LW5/7  | 4:38.45      | 6            | 2                     | 5:58.6                | 4                     | Завершила выступление | Завершила выступление | 10             |
| Стоя                | 1,5 км, классический спринт | Наталья Братюк                             | LW8    | 4:40.57      | 8            | 1                     | 5:47.0                | 5                     | Завершила выступление | Завершила выступление | 7              |
| Стоя                | 1,5 км, классический спринт | Анна Миленина                              | LW8    | 4:43.41      | 10           | 2                     | 5:56.3                | 3                     | 5:11.1                | 1                     | 1              |
| Стоя                | 1,5 км, классический спринт | Юлия Михеева                               | LW8    | 4:54.70      | 14           | Завершила выступление | Завершила выступление | Завершила выступление | Завершила выступление | Завершила выступление | 14             |
| С нарушением зрения | 1,5 км, классический спринт | Михалина Лысова ведущий — Алексей Иванов   | В2     | 4:36.81      | 2            | 2                     | 5:00.9                | 1                     | 4:44.0                | 2                     | 2              |
| С нарушением зрения | 1,5 км, классический спринт | Марина Галицына ведущий — Максим Пирогов   | В1     | 4:43.18      | 4            | 1                     | 5:41.8                | 3                     | Завершила выступление | Завершила выступление | 5              |
| С нарушением зрения | 1,5 км, классический спринт | Екатерина Мошковская ведущий — Артем Норин | В2     | 4:52.83      | 6            | 2                     | 5:04.5                | 3                     | Завершила выступление | Завершила выступление | 6              |

##### Эстафета
| Соревнование      | Спортсмены                                                           | Результат | Отставание | Место |
| ----------------- | -------------------------------------------------------------------- | --------- | ---------- | ----- |
| открытая эстафета | Наталья Кочерова Екатерина Румянцева Надежда Фёдорова Наталья Братюк | 28:28.4   | +5:31.8    | 11    |